# Wally Voss
Pour les articles homonymes, voir Voss (homonymie).
Wally Voss (1958-1992) est un bassiste de hard-rock nord-américain.

## Biographie
Il commença sa carrière professionnelle au sein de Front Runner, puis rejoignit Yngwie Malmsteen pour la tournée mondiale de promotion de l'album Trilogy. En 1987, il accompagna Joey Tafolla (en) sur l'album Out of the Sun. Wally Voss est mort en novembre 1992 des suites de la maladie de Hodgkin.

## Discographie
- 1987 : Out of the Sun par Joey Tafolla
- 1992 : Basses Loaded par Wally Voss, ASIN # B000I3YIGG

## Videographie
- Roy Vogt Superchops 4 bass : Getting the most out of the 5 string bass, VHS + DVD, participation de Wally Voss
- Beaver Felton Superchops 4 bass : Workout!, VHS + DVD, participation de Wally Voss